# Haldarsvík
Haldarsvík vagy Haldórsvík (dánul: Haldersvig) település Feröer Streymoy nevű szigetén. Közigazgatásilag Sundini községhez tartozik.

## Földrajz

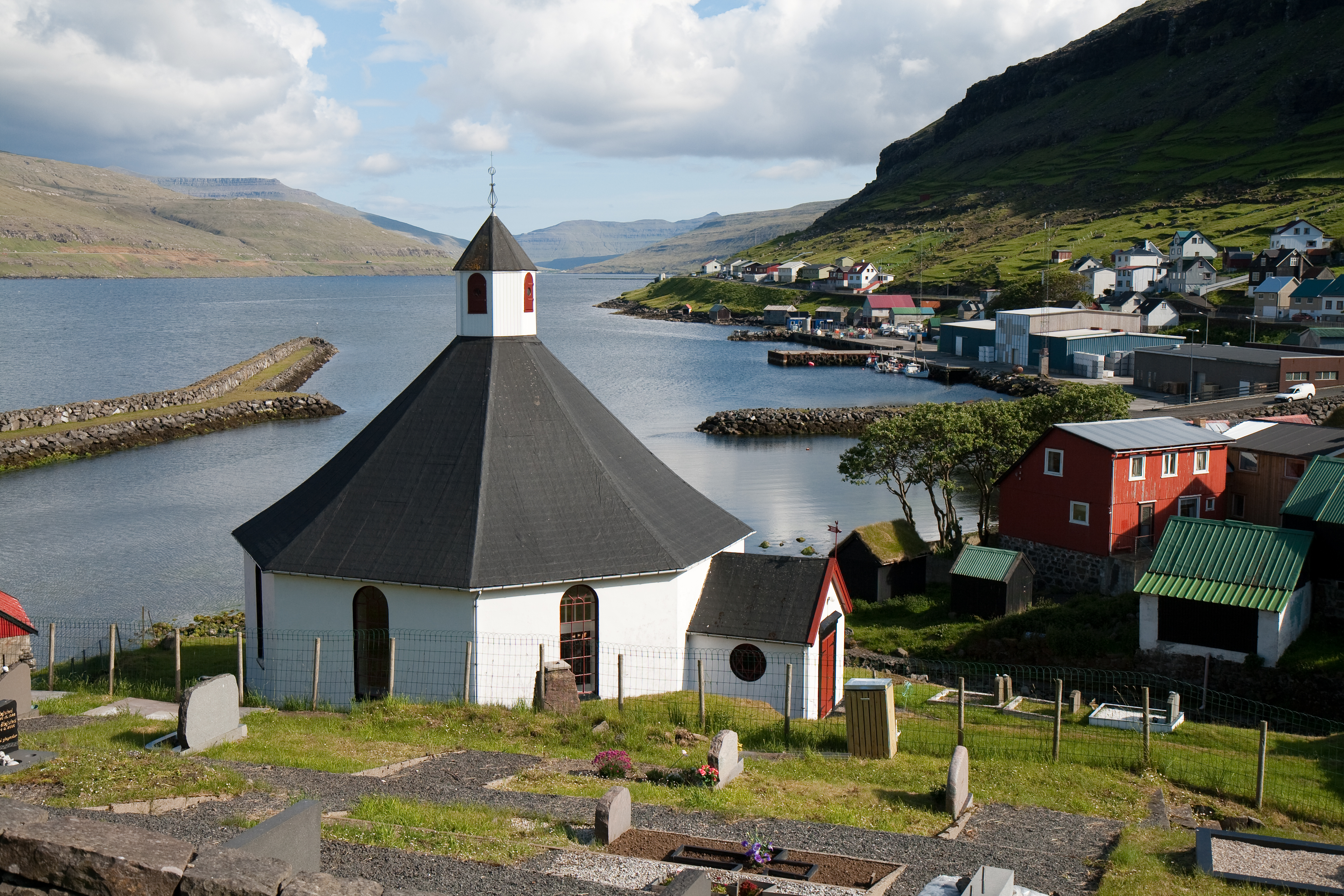
A falu látképe a nyolcszögű templommal

A falu a sziget északkeleti partján fekszik. Tőle délre található a híres Fossá vízesés, ahol több lépcsőben összesen 140 métert zuhan le a patak vize, ezzel Feröer legmagasabb vízesése. A település közepén is található egy kis vízesés.

## Történelem
Első írásos említése 1584-ből származik.
A falu kőtemploma 1856-ban épült. Ez a szigetek egyetlen nyolcszög alaprajzú temploma. A Torbjørn Olsen festette oltárkép is különleges: az utolsó vacsorát ábrázolja, de az apostolok arcát feröeri közéleti személyiségekről mintázták.
2005. január 1-je óta Sundini község része, előtte önálló volt Haldarsvík község (Haldarsvíkar kommuna) néven.

## Népesség
| Év              | Lakosság |
| --------------- | -------- |
| 1986. január 1. | 196      |
| 1991. január 1. | 193      |
| 1996. január 1. | 178      |
| 2001. január 1. | 166      |
| 2006. január 1. | 157      |

## Közlekedés
Haldarsvík a Streymoy keleti partján futó út mentén fekszik. A települést érinti a 202-es buszjárat.

## Személyek
- Itt született Andrass Samuelsen (1873-1954) politikus, Feröer egykori miniszterelnöke